# 풍홍
연 소성황제 풍홍(燕 昭成皇帝 馮弘, ? ~ 439년)은 중국 오호 십육국 시대의 북연의 제 3대(마지막) 천왕(재위：430년 ~ 435년)이다. 자는 문통(文通)이다.

## 생애
430년 풍발이 병사하자 풍발의 아우 풍홍과 아들 풍익(馮翼)이 왕위 다툼을 벌였고, 결국 풍홍이 조카인 풍익과 그 형제들을 제거하고 천왕으로 등극하였다. 풍홍은 화북을 통일한 북위의 압박을 받아 436년 고구려에 망명을 요청하였다. 풍홍으로부터 구해달라는 요청을 받은 고구려 장수왕은 장수 갈로와 맹광에게 수만의 군사를 내주어 북연의 밀사 양이와 함께 풍홍을 맞이해 오도록 하였다. 고구려군은 풍홍과 북연의 도성인 화룡성에 남아있던 백성들을 고구려 땅으로 이주시키고 궁궐에 불을 질렀다.
그러나 풍홍이 과거의 위세를 잊지 못하고 교만하게 굴자 438년 음력 3월, 장수왕은 풍홍을 평곽(平郭)으로 가게 했다가 다시 북풍(北豐)에 머물도록 하였다. 또한 풍홍의 시종을 빼앗았으며, 태자 풍왕인(馮王仁)을 볼모로 잡았다. 그러자 풍홍은 분개하여 남조의 송나라에 사신을 보내 자신을 받아달라고 요청했다. 풍홍의 요청을 받은 송 문제 유의륭은 그를 받아들이기로 하고, 사신 왕백구(王白駒) 등을 고구려에 보내 풍홍을 자신들에게 넘겨줄 것을 요청했다.
이에 장수왕은 풍홍이 송나라로 가는 것이 고구려에 이롭지 못하다는 판단을 하고 장군 손수와 고구로 하여금 군사를 이끌고 가서 풍홍과 그의 가족들을 죽이라고 명했다. 손수와 고구는 북풍에서 풍홍을 살해하였다. 이후 송나라의 사신 왕백구가 풍홍의 군사 7,000명을 이끌고 손수와 고구가 이끄는 고구려군을 습격하는 바람에 고구는 죽고 손수는 생포되었다.
이 소식을 들은 장수왕은 즉시 대군을 동원하여 풍홍의 군사를 쳐 왕백구를 사로잡았다. 그리고 사신 편에 송나라로 압송시켰다. 이에 송나라는 고구려의 압력을 이기지 못하고 왕백구를 감옥에 가뒀다가 고구려의 눈을 피해 석방하였다.
북위의 풍태후는 풍홍의 손녀이다.

## 가계
- 조부 : 풍화(馮和) - 사후 409년 손자 풍발이 북연의 천왕으로 즉위하면서 원황제로 추존되었다.
  - 아버지 : 풍안(馮安) - 서연의 장군. 사후 409년 아들이 북연의 천왕으로 즉위하면서 선황제로 추존되었다.
    - 형 : 풍발
    - 형 : 풍소불 - 형 풍발의 큰동생
    - 본인 : 풍홍(馮弘)
    - 배우자 : 왕부인(王夫人) - 풍홍의 본처
      - 아들 : 풍숭(馮崇) - 장락공. 432년 동생들과 함께 북위에 투항하였다. 이후 북위에서 요서왕에 봉해졌다.
      - 아들 : 풍랑(馮朗) - 광평공. 432년 형제들과 함께 북위에 투항하였다. 이후 북위에서 서군공(西郡公)에 봉해졌다.
        - 손자 : 풍희(馮熙, 438년 ~ 495년)
        - 손녀 : 문명문성황후(文明文成皇后, 441년 ~ 490년) - 북위 문성제 탁발준의 황후

      - 아들 : 풍막(馮邈) - 노릉공. 432년 형들과 함께 북위에 투항하였다.
      - 딸 : 풍씨(馮氏) - 문성문명황후의 고모. 북위 태무제 탁발도의 좌소의(左昭儀)가 되었다.

    - 배우자 : 모용왕후(慕容王后)
      - 아들 : 풍왕인(馮王仁, ? ~ 438년?) - 432년 태자에 책봉되었다.

    - 동생 : 풍비(馮丕) - 상산공

  - 숙부 : 풍영(馮榮)
    - 사촌형 : 풍만니(馮萬泥, ? ~ 415년)